# Janko Koren
Janko Koren (1931-2011), slovenski gorski reševalec. 

## Odlikovanja in nagrade
Leta 2000 je prejel častni znak svobode Republike Slovenije z naslednjo utemeljitvijo: »za prizadevno delo v planinski organizaciji in posebej v Gorski reševalni službi«.